# Silvermere Lake
Silvermere Lake är en sjö i Kanada.   Den ligger i provinsen British Columbia, i den södra delen av landet, 3 500 km väster om huvudstaden Ottawa. Silvermere Lake ligger 27 meter över havet.
I omgivningarna runt Silvermere Lake växer i huvudsak blandskog. Runt Silvermere Lake är det ganska tätbefolkat, med 139 invånare per kvadratkilometer.